# Emil Gagner
Emil Martin Gagner, född 14 mars 1877 i Malmö Karoli församling, Malmö, död 7 oktober 1951 i Malmö Sankt Petri församling, Malmö
, var en svensk ämbetsman och dirigent.
Gagner var tjänsteman vid Tullverket från 1896 och var tulldirektör 1936–1942. Han var dirigent för Lärarekören i Malmö 1896–1907, andre dirigent i Sydsvenska filharmoniska föreningen i Lund 1907–1912 och dirigent för Lunds Studentsångförening 1926–1933. Han var styrelseledamot i  Malmö orkesterförening 1916–1920 och direktör för Malmö konserthus 1921–1949. Han var även musikkritiker i Skånska dagbladet 1904–1921.
Gagner tilldelades Litteris et Artibus 1926 och invaldes den 30 mars 1935 som ledamot nr 612 av Kungliga Musikaliska Akademien.